# Diplacus kelloggii
Diplacus kelloggii är en gyckelblomsväxtart som först beskrevs av Mary Katherine Curran och Edward Lee Greene, och fick sitt nu gällande namn av Guy L. Nesom. Diplacus kelloggii ingår i släktet Diplacus och familjen gyckelblomsväxter. Inga underarter finns listade i Catalogue of Life.